# August Lillienau
Ernst August Reinhold Lillienau, född 16 juli 1862 i Stockholm, död 6 juni 1944 i Bro församling, Värmlands län, var en svensk assuransdirektör och konservativ riksdagsman (nationella partiet). Han var svärson till riksdagsmannen Gustaf Berg och svärfar till statsrådet Georg Andrén.
Lillienau var ägare till Mässviks säteri i Bro i Värmland. I riksdagen var han ledamot av första kammaren 1918–1919, invald i Göteborgs stads valkrets.